# Cubillos del Rojo
Cubillos es una localidad y una entidad local menor situadas en la provincia de Burgos, comunidad autónoma de Castilla y León (España), comarca de Merindades, partido judicial de Villarcayo, ayuntamiento de Valle de Valdebezana.

## Geografía
En el valle de Valdebezana; a 18 km de Villarcayo, cabeza de partido, y a 86 de Burgos. Las líneas de autobús Burgos-Santander y Burgos-Arija, tienen parada a 10 km en Cilleruelo de Bezana.

## Situación administrativa
En las elecciones locales de 2007 correspondientes a esta entidad local menor concurrieron tres candidaturas: Tirso Martínez Sainz (Solución Independiente), Pedro Luis Rabanedo González (PSOE) y Pedro Ángel Lancho Parra (Iniciativa Merindades de Castilla). Actualmente el presidente de la junta vecinal es Pedro Ángel Lancho Parra

## Demografía
| Gráfica de evolución demográfica de Cubillo del Rojo entre 1842 y 1910 |
| |
| Población de derecho según los censos de población del INE Población de hecho según los censos de población del INEEntre el censo de 1920 y el anterior, este municipio desaparece porque se integra en el municipio Valle de Valdebezana. |

| Gráfica de evolución demográfica de Cubillos del Rojo entre 2000 y 2017 |
|                                                                         |
| Población de derecho (2000-2017) según el padrón municipal del INE      |

## Historia
Villa , entonces denominada Cubillos del Roxo, perteneciente al partido de Castilla la Vieja en Laredo, jurisdicción de señorío eclesiástico ejercida por el Convento de Santa Clara en Medina de Pomar, cuya abadesa nombraba su alcalde ordinario.
A la caída del Antiguo Régimen queda constituido en ayuntamiento constitucional , denominado Cubillo del Rojo , en el partido de Sedano perteneciente a la región de Castilla la Vieja, contaba entonces con 33 hogares y 135 habitantes.
A principios del siglo XX se integra. en su actual municipio de Valle de Valdebezana, contaba entonces con 70 hogares y 272 habitantes de derecho.

## Demografía
| 1842 |  | 1857 |  | 1860 |  | 1877 |  | 1887 |  | 1897 |  | 1900 |  | 1910 |  | 1950 |  | 2015 |
| ---- |  | ---- |  | ---- |  | ---- |  | ---- |  | ---- |  | ---- |  | ---- |  | ---- |  | ---- |
| 135  |  | 246  |  | 253  |  | 252  |  | 248  |  | 257  |  | 263  |  | 246  |  | 229  |  | 14   |

## Fiestas y costumbres
Celebran el segundo domingo de agosto la festividad de San Blas.

## Parroquia
Iglesia católica de San Félix Mártir , dependiente de la parroquia de Soncillo en el Arcipestrazgo de Merindades de Castilla la Vieja , diócesis de Burgos